# Gezondheidscentrum (Stadskanaal)

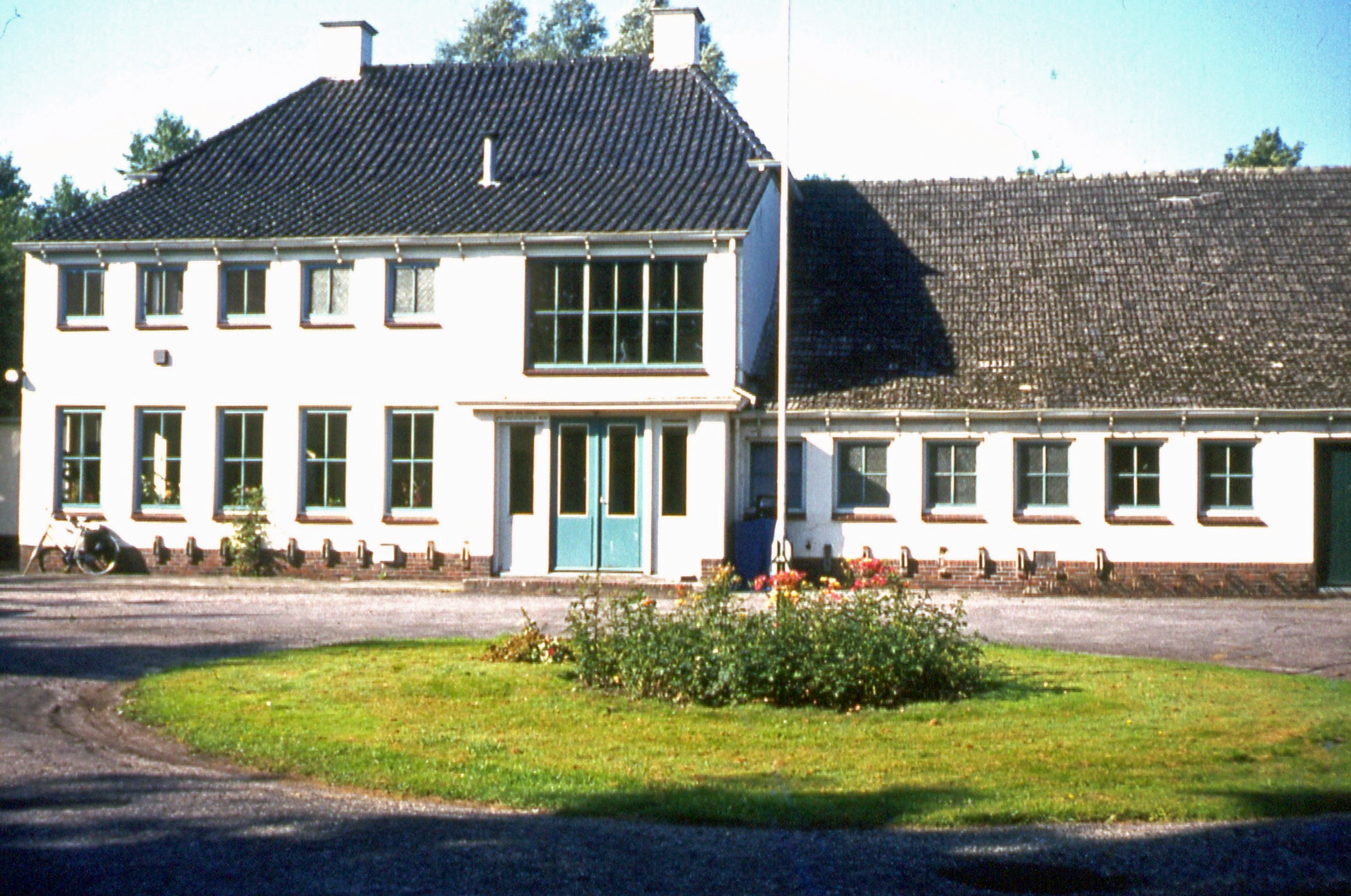
Het voormalige gezondheidscentrum van Stadskanaal aan de Drouwenerstraat

Het voormalige gezondheidscentrum van Stadskanaal was gehuisvest aan de Drouwenerstraat te Stadskanaal en is afgebroken in 1975.

## Geschiedenis van het gebouw
Tijdens de Tweede Wereldoorlog vestigde de Stadskanaalster fabrikant Georgius Adrianus Wilbrink in het gebouw aan de Drouwenerstraat een stokerij voor sterkedrank. Het gebouw bevond zich achter de monumentale villa van de houthandelaar Somer. Hij vervaardigde er een soort surrogaat rumpunch en verkocht die onder de naam rumpunex, waardoor hij in de streek de bijnaam Sjors Rumpunex kreeg. Hij maakte furore en wist zijn product te slijten via export naar Duitsland. Hij gebruikte daarvoor zijn contacten met de SD. In het gebouw aan de Drouwenerstraat organiseerde hij regelmatig feesten en drinkgelagen voor zijn Duitse vrienden.
Na de Tweede Wereldoorlog heeft het gebouw dienstgedaan als gezondheidscentrum. Voordat Stadskanaal over een ziekenhuis kon beschikken hielden specialisten als een kinderarts, een longarts, een oogarts en een reumatoloog hier spreekuur. Ook hield de plaatselijke vereniging Het Groene Kruis er consultatiebureaus voor zuigelingen en kleuters en was de afdeling wijkverpleging van deze vereniging hier gehuisvest.
Na de komst van het regionale Refaja Ziekenhuis in 1968 en het nieuwe gezondheidscentrum, het dr. Mantinghcentrum werd het gebouw in gebruik genomen door de gemeente Stadskanaal, die enkele gemeentelijke afdelingen en projecten in het gebouw onderbracht. In 1975 werd het gebouw afgebroken om ruimte te scheppen voor de uitbreiding van de tennisbanen in Stadskanaal.